# 1997–1998-as magyar női vízilabda-bajnokság
Az 1997–1998-as magyar női vízilabda-bajnokság a tizenötödik magyar női vízilabda-bajnokság volt. A bajnokságban tíz csapat indult el (melyek közül kettő külföldi volt), a csapatok két kört játszottak. Az alapszakasz után az 1-4. helyezettek play-off rendszerben játszottak a bajnoki címért.

## Alapszakasz
| #   | Csapat               | M  | Gy | D | V  | G+  | G-  | P  |
| --- | -------------------- | -- | -- | - | -- | --- | --- | -- |
| 1.  | Hungerit-Szentesi VK | 18 | 17 | 1 | 0  | 319 | 64  | 35 |
| 2.  | BVSC-TBÉSZ           | 18 | 14 | 3 | 1  | 221 | 87  | 31 |
| 3.  | BEAC-Petroland       | 18 | 14 | 1 | 3  | 230 | 65  | 29 |
| 4.  | Dunaújvárosi VSE     | 18 | 12 | 1 | 5  | 162 | 113 | 25 |
| 5.  | Kecskeméti VSC       | 18 | 9  | 0 | 9  | 169 | 139 | 18 |
| 6.  | VK Bečej             | 18 | 6  | 0 | 12 | 104 | 223 | 12 |
| 7.  | Vasas SC-Plaket      | 18 | 4  | 3 | 11 | 89  | 155 | 11 |
| 8.  | ÚVMK Eger-Egervin    | 18 | 3  | 3 | 12 | 112 | 231 | 9  |
| 9.  | OSC                  | 18 | 3  | 3 | 12 | 67  | 185 | 9  |
| 10. | ŠKP Košice           | 18 | 0  | 1 | 17 | 41  | 252 | 1  |

* M: Mérkőzés Gy: Győzelem D: Döntetlen V: Vereség G+: Dobott gól G-: Kapott gól P: Pont

## Rájátszás
Elődöntő: Hungerit-Szentesi VK–Dunaújvárosi VSE 14–7, 8–4 és BVSC-TBÉSZ–BEAC-Petroland 4–9, 9–8, 5–8
Döntő: Hungerit-Szentesi VK–BEAC-Petroland 13–7, 7–6
A bajnok Szentes játékoskerete: Ábel Krisztina, Debreczeni Beáta, Drávucz Rita, Győri Eszter, Kádár Noémi, Makra Melinda, Molnár Anett, Pengő Ágnes, Tari, Szremkó Krisztina, Tóth Daniella, Tóth Gabriella, Tóth Noémi, Varga Zita, Vér Adrienn, edző: Tóth Gyula

## A góllövőlista élmezőnye
|     | Gól | Játékos           | Csapat      |
| --- | --- | ----------------- | ----------- |
| 1.  | 66  | Pelle Anikó       | BEAC        |
| 2.  | 63  | Dancsa Katalin    | BVSC        |
| 3.  | 59  | Tóth Noémi        | Szentes     |
| 4.  | 58  | Primász Ágnes     | Dunaújváros |
|     | 58  | Valkai Ágnes      | Kecskemét   |
| 6.  | 53  | Szremkó Krisztina | Szentes     |
| 7.  | 51  | Tiba Zsuzsanna    | BEAC        |
| 8.  | 46  | Valkai Erzsébet   | Kecskemét   |
| 9.  | 45  | Rédei Kata        | BVSC        |
| 10. | 44  | Gál Katalin       | BVSC        |